# Xavier Bettel
Xavier Bettel (Luxemburg, 3 maart 1973) is een Luxemburgs politicus van de Demokratesch Partei (DP). Tussen 2013 en 2023 was hij de premier van Luxemburg. Sinds november 2023 is hij minister van Buitenlandse Zaken en vicepremier in de regering van Luc Frieden.
Eerder was Bettel lid van de Kamer van Afgevaardigden (1999–2013) en burgemeester van de stad Luxemburg (2011–2013).

## Biografie
Bettel werd geboren in 1973. Hij volgde voortgezet onderwijs in de Franse grensstad Thionville en aansluitend studies Europees recht en politicologie aan de Université Nancy-II te Nancy. Zijn aldaar behaalde mastertitel leverde hij begin 2022 in, nadat het online tijdschrift Reporter in oktober 2021 had onthuld dat hij zijn eindscriptie Vers une réforme possible des modes de scrutin aux élections du Parlement Européen? grotendeels had overgeschreven, onder andere van de website van het Europees parlement.
Met een Erasmusbeurs verbleef hij tevens enige tijd in het Griekse Thessaloniki, waar hij zeerecht en canoniek recht studeerde. Na 2000 werkte hij als advocaat en presenteerde hij vier jaar lang een talkshow op televisiezender T.TV.

### Politieke loopbaan
Bettel was al op jonge leeftijd politiek actief en werd in 1989 lid van de liberale Demokratesch Partei (DP). Tussen 1994 en 2002 gaf hij binnen deze partij leiding aan de jongerenafdeling. In 1999 werd Bettel verkozen in de gemeenteraad van de stad Luxemburg en in datzelfde jaar deed hij ook mee aan de nationale parlementsverkiezingen, waarna de DP uiteindelijk coalitiepartner werd van de regerende CSV en Bettel een plaats kreeg in het parlement. Met een leeftijd van 26 jaar was hij op dat moment de jongste vertegenwoordiger in de Kamer van Afgevaardigden. In de jaren hierna werd hij meermaals herkozen.
In Luxemburg-Stad was Bettel tussen 2005 en 2011 wethouder en na de gemeenteraadsverkiezingen van 2011 burgemeester. Op nationaal niveau was hij tussen 2009 en 2011 fractieleider van de DP in het parlement. In 2013 werd hij verkozen tot partijleider en daarmee tevens als lijsttrekker bij de parlementsverkiezingen van dat jaar. De DP won er onder Bettels leiding vier zetels bij en kwam uit op een totaal van 13. Dat was fors minder dan de christendemocratische CSV, die 23 zetels behaald had, maar genoeg voor een sleutelpositie waarbij Bettel een coalitie kon formeren met de sociaaldemocratische LSAP en de groene DG. Met het buitenspel zetten van de CSV kwam die partij voor het eerst sinds 1979 in de oppositie terecht. Ook kwam er na bijna 19 jaar een einde aan het premierschap van Jean-Claude Juncker. De coalitieonderhandelingen werden afgerond op 29 november en op 4 december 2013 werd Bettel premier van zijn eerste kabinet. Tegelijkertijd legde hij het burgemeesterschap van de hoofdstad neer.
Bij de Luxemburgse verkiezingen van 2018 verloor de DP één zetel. De coalitie met de andere twee regeringspartijen wist echter een nipte meerderheid te behouden en kon daarmee worden voortgezet. De Regering-Bettel-Schneider II trad aan op 5 december 2018. Naast premier fungeerde Bettel hierin ook als minister van Communicatie en Media, Cultuur en Religieuze Zaken. In juli 2021 bracht hij enkele dagen door in een ziekenhuis nadat hij ernstig was getroffen door het coronavirus.
Bettel trad bij de parlementsverkiezingen van 2023 opnieuw aan als lijsttrekker. Zijn liberale partij kwam uit op 14 zetels (twee zetels winst). Door het grote verlies van regeringspartner DG verloor de zittende coalitie echter haar meerderheid en voor de vorming van een nieuw kabinet onderhandelde de DP daarom met de CSV, die met 21 zetels de grootste partij was geworden. Na het bereiken van een coalitieakkoord nam christendemocraat Luc Frieden op 17 november 2023 het premierschap van Bettel over. Bettel zelf werd in de nieuwe regering aangewezen als vicepremier en minister van Buitenlandse Zaken.

### Persoonlijk
Bettel was de derde openlijk homoseksuele regeringsleider ter wereld. Hij trouwde op 15 mei 2015 met zijn vriend Gauthier Destenay en was daarmee de eerste regeringsleider in de Europese Unie die trouwde met iemand van hetzelfde geslacht.

## Eretekens
- 2023: Grootkruis Kroonorde.[5]

- Gemeinsame Normdatei: 1106451392
- Parlement.com: vjf8cl6dqpj1
- Système universitaire de documentation: 19213163X
- Virtual International Authority File: 17146030659135862730
- WorldCat: E39PBJp63f7xQJq9BmxGc9RHYP

Gaspard-Théodore-Ignace de la Fontaine · Jean-Jacques Willmar · Charles-Mathias Simons · Victor de Tornaco · Emmanuel Servais · Félix de Blochausen · Édouard Thilges · Paul Eyschen · Mathias Mongenast · Hubert Loutsch · Victor Thorn · Léon Kauffman · Émile Reuter · Peter Prüm · Joseph Bech · Pierre Dupong · Joseph Bech · Pierre Frieden · Pierre Werner · Gaston Thorn · Pierre Werner · Jacques Santer · Jean-Claude Juncker · Xavier Bettel · Luc Frieden
François Scheffer · Jean-Baptiste Servais · Baron de Tornaco · Bonaventure Dutreux-Boch · François Scheffer · Constantin Joseph Pescatore · François Scheffer · François Röser · François Scheffer · Fernand Pescatore · Jean-Pierre David Heldenstein · Gabriel de Marie · Jean-Pierre David Heldenstein · Théodore Eberhard · Jean Mersch-Wittenauer · Charles Simonis · Emmanuel Servais · Alexis Brasseur · Émile Mousel · Alphonse Munchen · Léandre Lacroix · Luc Housse · Gaston Diderich · Émile Hamilius · Paul Wilwertz · Colette Flesch · Camille Polfer · Lydie Polfer · Paul Helminger · Xavier Bettel · Lydie Polfer